# Alex Phillips (femme politique du Parti vert)
Pour les articles homonymes, voir Phillips, Alex Phillips et Alexandra Phillips.
Ne doit pas être confondu avec Alexandra L. Phillips (femme politique du Parti du Brexit).
Alexandra Louise Rosenfield Phillips, dite Alex Phillips, née le 9 juillet 1985 à Liverpool, est une femme politique britannique du Parti vert. En 2019 elle est élue députée européenne.